# Allocricetulus
Az Allocricetulus az emlősök (Mammalia) osztályának rágcsálók (Rodentia) rendjébe, ezen belül a hörcsögfélék (Cricetidae) családjába tartozó nem.

## Rendszerezés
A nembe az alábbi 2 faj tartozik:
- mongol törpehörcsög (Allocricetulus curtatus) G. M. Allen, 1925
- Eversmann-törpehörcsög (Allocricetulus eversmanni) Brandt, 1859 – típusfaj